# Les Vigneaux
Les Vigneaux è un comune francese di 492 abitanti situato nel dipartimento delle Alte Alpi della regione della Provenza-Alpi-Costa Azzurra.
Si trova all'interno del parco nazionale des Écrins.

## Società

### Evoluzione demografica
Abitanti censiti

## Luoghi di interesse

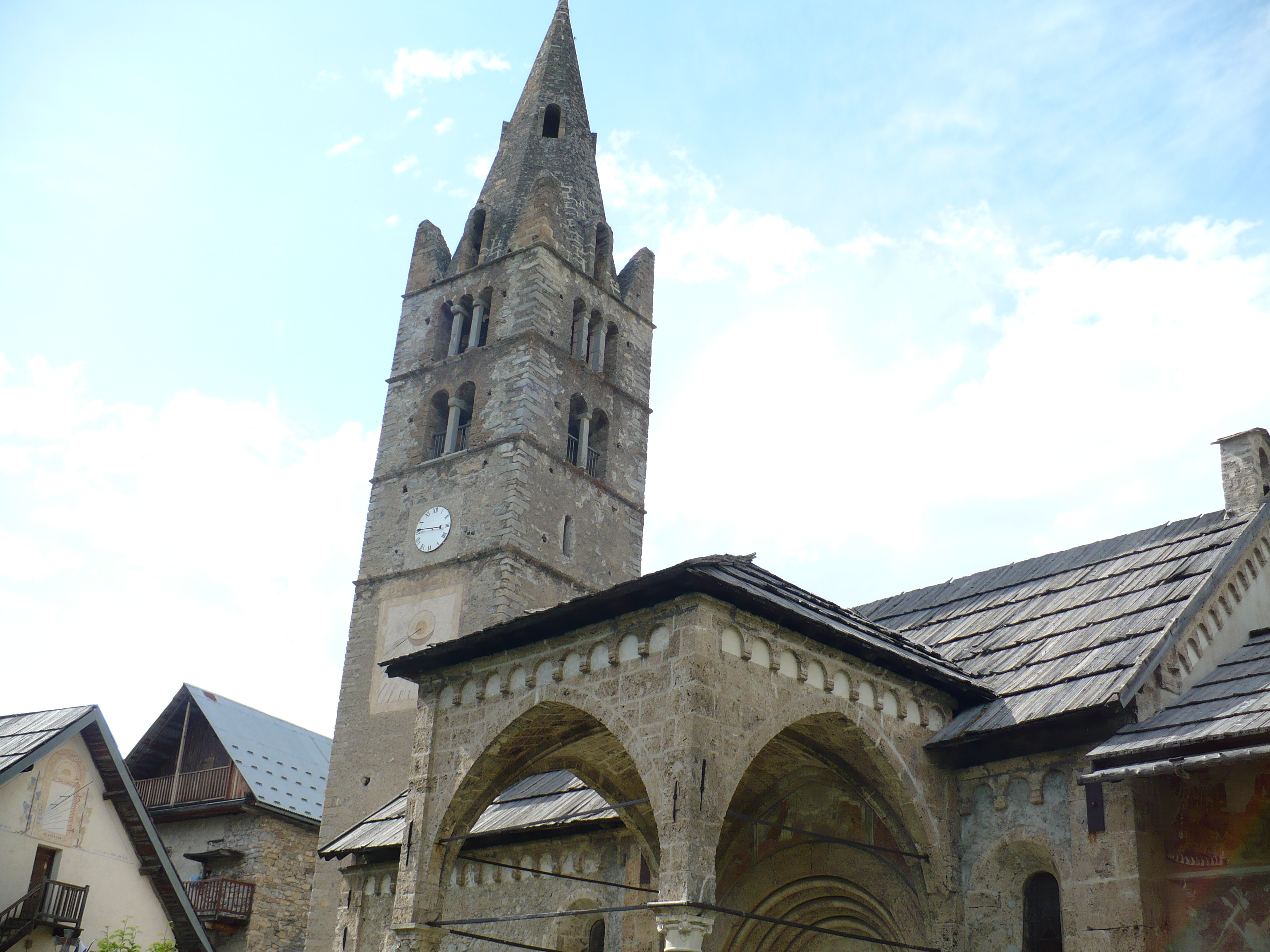
La Chiesa di san Lorenzo.

- Chiesa di san Lorenzo (XV et XVI secolo): pitture murali nel coro e ciclo dei Vizi e castighi all'esterno.